# Remontay McClain
Remontay McClain (* 21. September 1992) ist ein US-amerikanischer Sprinter.
Bei den Panamerikanischen Spielen 2015 in Toronto wurde er Fünfter über 100 m und siegte mit dem US-amerikanischen Team in der 4-mal-100-Meter-Staffel.

## Persönliche Bestzeiten
- 60 m (Halle): 6,66 s, 3. März 2013, Albuquerque
- 100 m: 10,07 s, 26. Juni 2015, Eugene
- 200 m: 20,12 s, 6. Juni 2015, Norwalk
  - Halle: 20,91 s, 25. Januar 2014, Azusa